# Teddy the Rough Rider
Teddy the Rough Rider è un cortometraggio del 1940 diretto da Ray Enright centrato sul personaggio di Theodore Roosevelt che, nel 1898 a Cuba, era stato uno dei protagonisti della guerra ispano-americana con il suo corpo di volontari, i Rough Riders.
Il film vinse nel 1940 il Premio Oscar al miglior cortometraggio a due bobine.

## Produzione
Il film fu prodotto dalla Warner Bros. Pictures  (con il nome The Vitaphone Corporation), girato negli studios di Burbank della compagnia al 4000 di Warner Boulevard.

## Distribuzione
Distribuito dalla Warner Bros. Pictures, il film uscì nelle sale cinematografiche statunitensi il 24 febbraio 1940. Fu distribuito nuovamente sul mercato americano il 21 febbraio 1948.